# Нахт, Эли
Эли Нахт (ивр. אלי נכט‎); род. 12 октября 1983, Житомир, СССР) — израильский политик, адвокат. Депутат муниципалитета города Ашдода. С 2021 года — заместитель мэра города.

## Биография

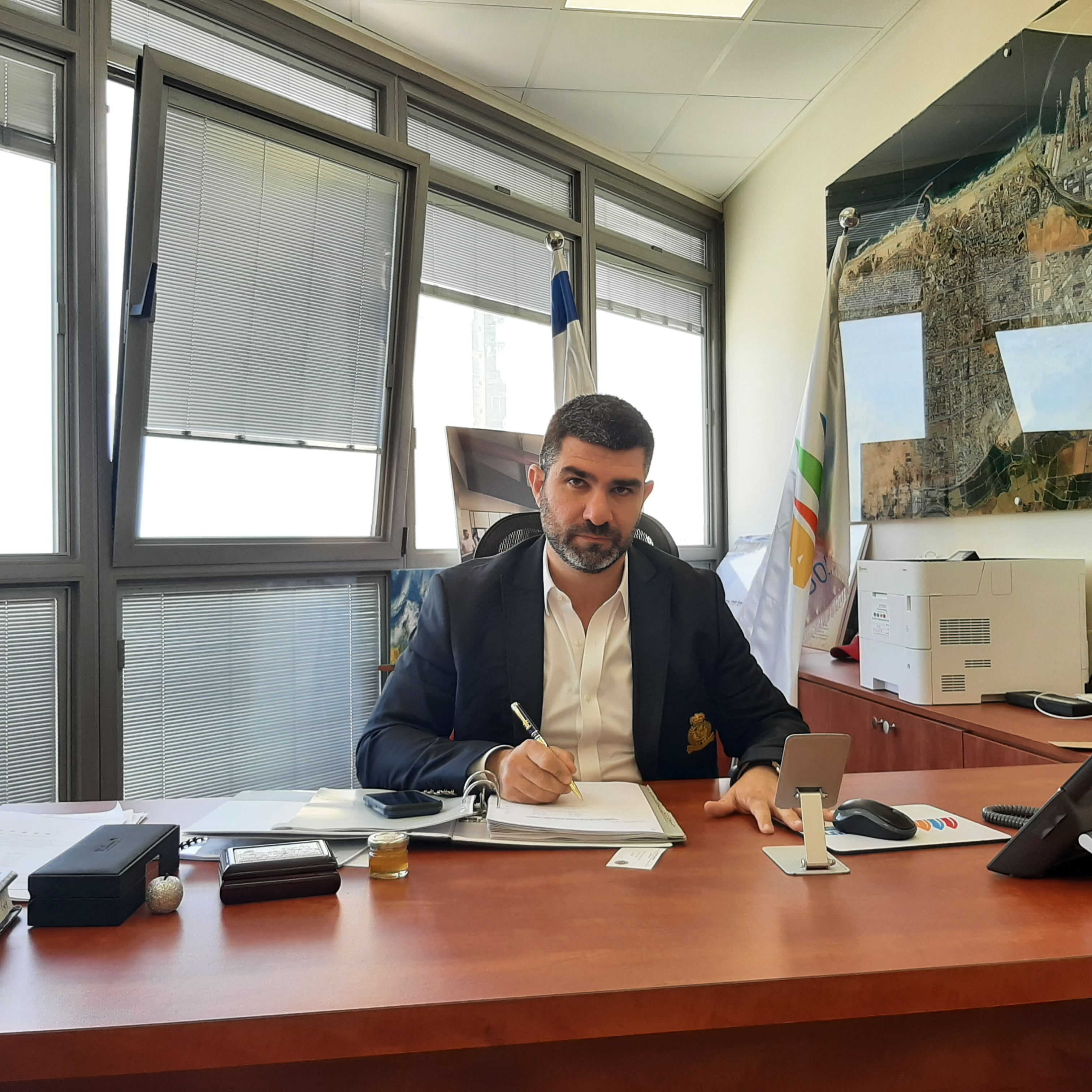
Эли Нахт в своём кабинете

Родился 12 октябяря 1983 года в Житомире (УССР) в семье, несмотря на трудности, соблюдающей традиции. До 8-ми лет учился в СШ № 19 в Житомире. В 1991 году семья Эли Нахта переехала в Израиль и поселилась в Ашдоде. Эли пошёл учиться в школу Хабада, в которой проучился год. В 8-м классе начал учиться в классе для одарённых детей в школе имени Иоханны Жаботинской (жены Зеева Жаботинского) в Беэр-Яакове.
В это время у Эли начались проблемы со здоровьем: операции, инсульт. Проходил реабилитацию в реабилитационном центре Левинштейн в Раанане. Там он продолжил школьное образование. Большую роль в этом сыграли его классная руководительница Диди Альмог и её муж, генерал-майор Дорон Альмог. Благодаря им Эли Нахт смог получить аттестат зрелости.

### Высшее образование
Эли Нахт проходил армейскую службу в пресс-службе ЦАХАЛа в Южном военном округе.
После этого поступил в Тель-Авивский университет где изучал право и экономику, и после получения степени бакалавра в юриспруденции и бакалавра экономики, продолжил учёбу на магистра политологии в сфере взаимосвязи политики и СМИ.
Закончив учёбу в университете, поступил на работу в юридический отдел министерства связи. Министром был Ариэль Атиас, который в этот период проводил реформу возможности сохранения своего телефонного номера после смены поставщика услуг связи MNP (англ. mobile number portability).

### Политическая деятельность
- В 2009 году был открыт Израильский центр политической подготовки[1] в котором Эли Нахт занимался преподаванием и подготовкой парламентских помощников и советников министров до 2021 года.
- С 2009 по 2013 был советником вице-спикера Кнессета Хамеда Амара.

Перед выборами в Кнессет 19-го созыва был членом центральной избирательной комиссии.
Не являясь членом ни одной из партий, принимал участие во все израильских русскоязычных штабах партий: Кулану (Моше Кахлон, выборы в Кнессет 20-го созыва), Тиква Хадаша (Гидеон Саар, выборы в Кнессет 24-го созыва) и Махане Мамлахти (Бени Ганц, выборы в Кнессет 25-го созыва) в предвыборный период.

### Лобби в поддержку Израиля
Лобби в поддержку Израиля (англ. IEL (Israel Empowerment Lobby)) — это организация, созданная Эли Нахтом и поддерживаемая парламентариями Кнессета, которая вместе с мэрами городов, бизнесменами, другими высокопоставленными чиновниками и дипломатами способствует лучшему взаимопониманию между Израилем и христианским миром, обеспечивая более широкую поддержку Израиля посредством специальных мероприятий и совместной деятельности.
В рамках деятельности организации, израильские делегации встречались с представителями глав различных государствтаких как Республики Корея, Китая, Азербайджана, США, Канады и др.

Эли Нахт и председатель европарламента Мартин Шольц

#### Традиционный завтрак с президентом США
- Несколько раз от имени лобби Эли Нахт приглашался на традиционный молитвенный завтрак, который проводится ежегодно в присутствии американского президента и собирает сотни гостей со всего мира[6][7][8].

#### Солидарность с Израилем
В марте 2024 года в Ашдоде Эли Нахт принял делегацию из Дуйсбурга во главе с Моной Нойбер, заместителем премьер-министра, министром экономики, промышленности, борьбы с изменением климата и энергетики земли Северный Рейн-Вестфалия. Это был акт солидарности с Израилем после варварского вторжения террористов ХАМАСа в населённые пункты Израиля 7 октября 2023 года и последовавшей после этого войны «Железные мечи» с террористическим анклавом-сектором Газа.

### Общественная деятельность
- В мае 2015 года Эли Нахт получил государственную награду от правительства Украины — орден имени Ивана Серко 3-й степени, за укрепление отношений между Израилем и Украиной[10].(Спорт, помощь детским домам и домам-инвалидов, организацию совместного митинга с главным раввином Днепропетровска Шмуэлем Каминицким, против терроризма во время операции «Цук Эйтан» и многое другое.
- В 2016 году Эли Нахт стал представлять Израиль в комиссии по правам человека[11].
- В 2022 году министр строительства Зеэв Элькин создал государственную комиссию для установления критериев получения социального жилья (ивр. דיור ציבורי בישראל‎). Председателем комиссии стал Авиад Ха-Коэн (ивр. אביעד הכהן‎), а общественным представителем и заместителем председателя комисси стал Эли Нахт[12][13].

#### Спортивные и другие организации
В 2021 году Эли Нахт стал вице-президентом шахматной федерации Израиля.
Так же он является основателем открытой лиги КВН Израиля.
С 2009 по 2018 был председателем ассоциации молодёжи Израиля

#### Совет директоров музеев Израиля
В Израиле по закону от 1983 года, министр культуры и спорта назначает Совет директоров музеев Израиля (ивр. מועצת המוזיאונים‎, англ. Museum Staff), который состоит из 21 члена. Трое из них представляют муниципалитеты городов. 4 декабря 2024 Эли Нахт вошёл в руководящий орган израильских музеев.

### Выборы мэра Ашдода
- В 2018 году, после выборов 11 созыва в муниципалитет города Ашдода, список Эли Нахта с двумя мандатами вошёл в муниципальное правительство. В 2021 году стал заместителем мэра города.
- В марте 2023 года Эли Нахт выдвинул свою кандидатуру на пост мэра города, а в сентябре объявил список кандидатов от движения Атид Ашдод (Будущее Ашдода) на выборах в городской совет[18].

По результатам муниципальных выборов, которые прошли в феврале 2024 года, список Атид Ашдод получил 4 мандата и стал самой большой фракцией в муниципалитете после ШАС. Список поддержал кандидат в премьер - министры и председатель кахоль лаван Бени Ганц.

### Развитие города
Инновационный центр
В здании торгового центра Ашдод, после того, как был открыт магазин «Виктори», при содействии заместителя мэра города Эли Нахта, началось строительство инновационного центра «Open Valley». Соглашение с компанией «Open Valley» было подписано 12 февраля 2023 года, а 15 июня 2024 года состоялось его открытие.
Blue Ice Arena
28 февраля 2023 года в канцелярии заместителя мэра города Эли Нахта и в присутствии хоккеиста сборной Израиля и тренера Евгения Гусина было подписано соглашение с владельцем торгового центра «Ашдод аль Аям», о строительстве Ледовой арены Blue Ice.
9 июня 2024 состоялось открытие арены.
12 и 13 декабря 2024 года, по инициативе Эли Нахта был проведён гала-концерт «Звёзды на люду». В нём участвовали лучшие фигуристы Израиля. Среди них победители незадолго до этого закончившегося чемпионата Израиля по фигурному катанию. Этот турнир проходил на Айс Пикс арене.
В конце выступления фигуристы выступили со специальным номером, посвященным заложникам, которые находятся в плену в секторе Газа.

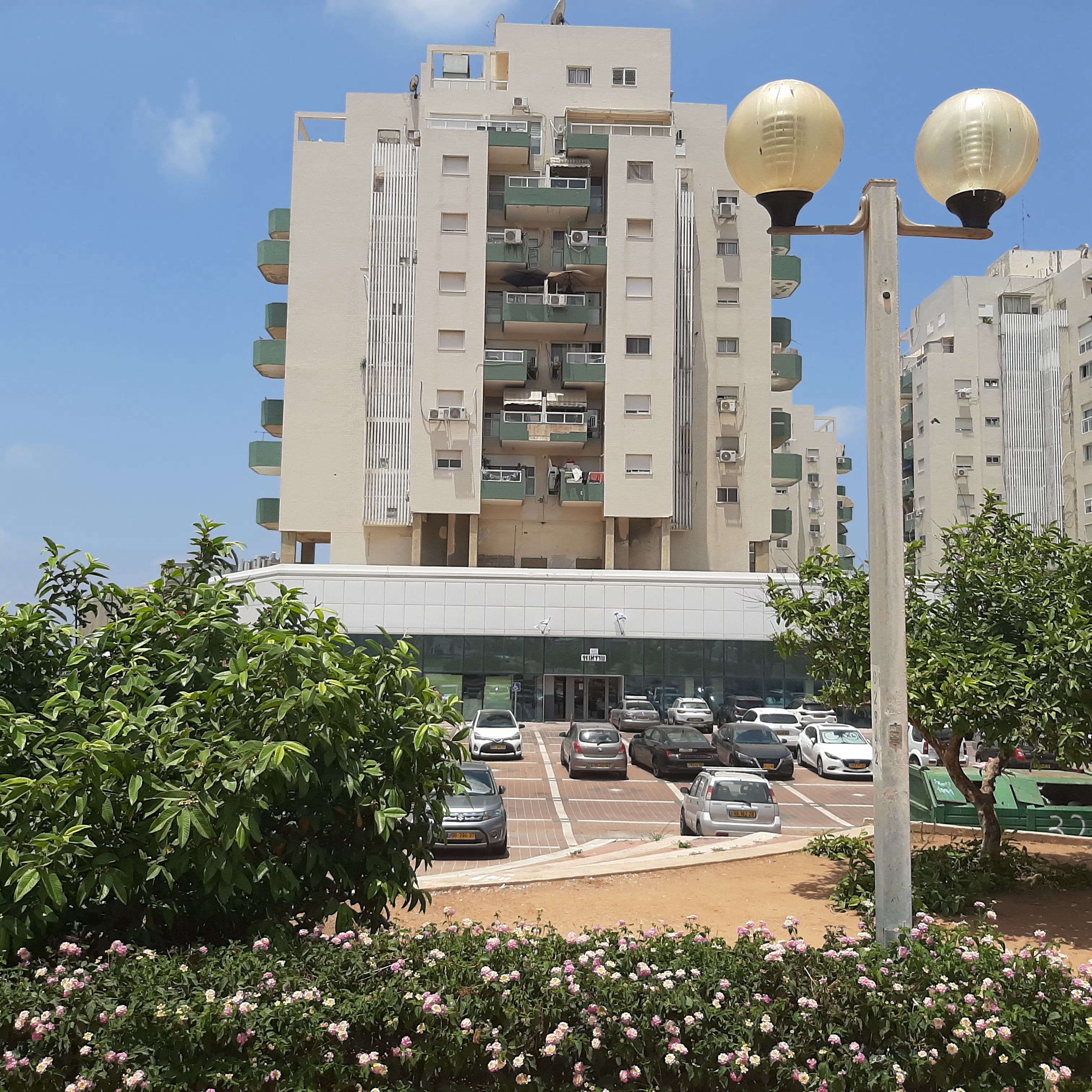
Blue Ice Арена. Фасад
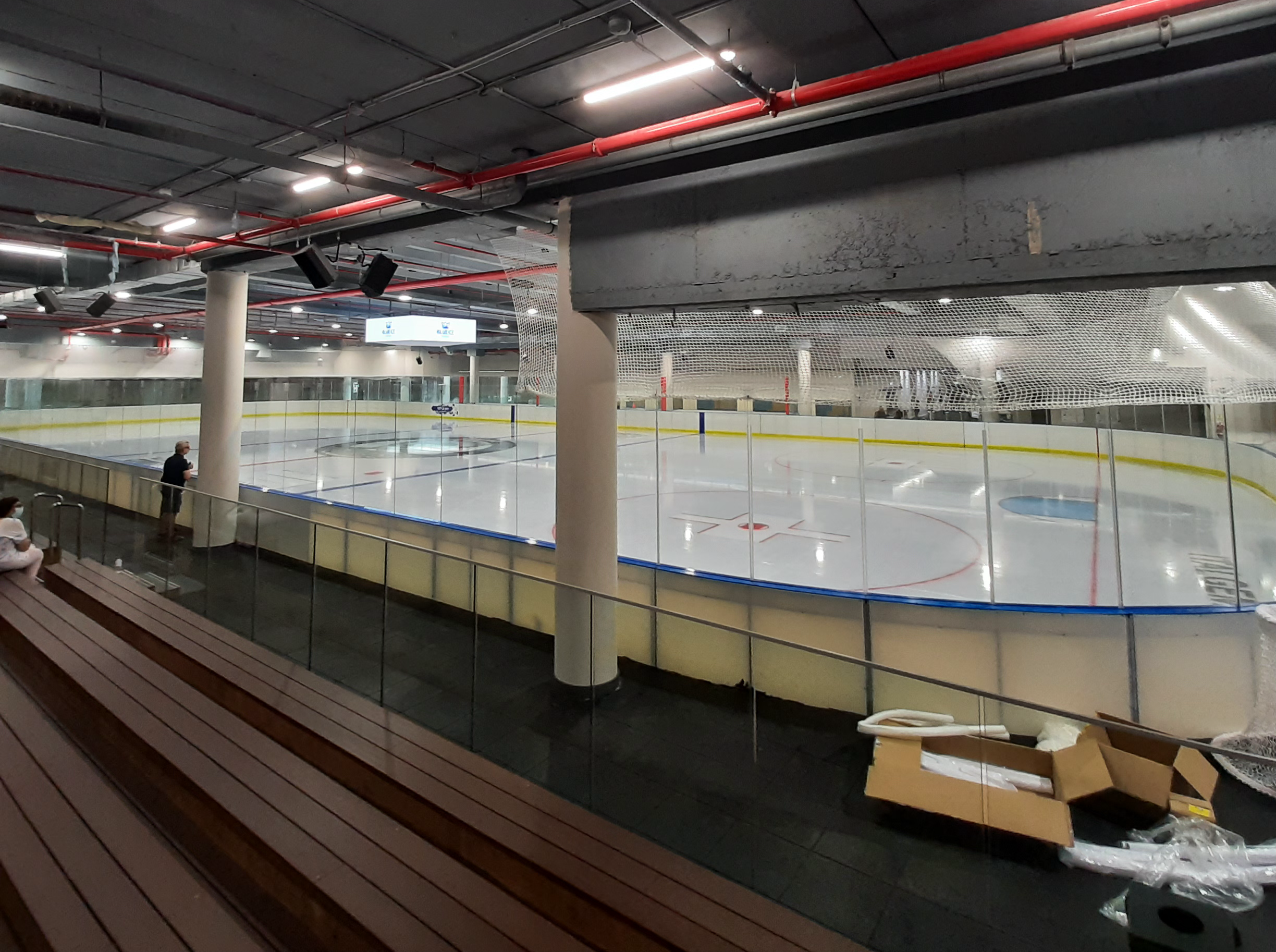
Blue Ice Арена. Каток

Кантри "Holmes Palace"
Попытки построить кантри-клуб начались ещё в 2001 году, но лишь через 23 года проект удалось осуществить и 19 июня 2024 года Кантри "Holmes Palace" был открыт.

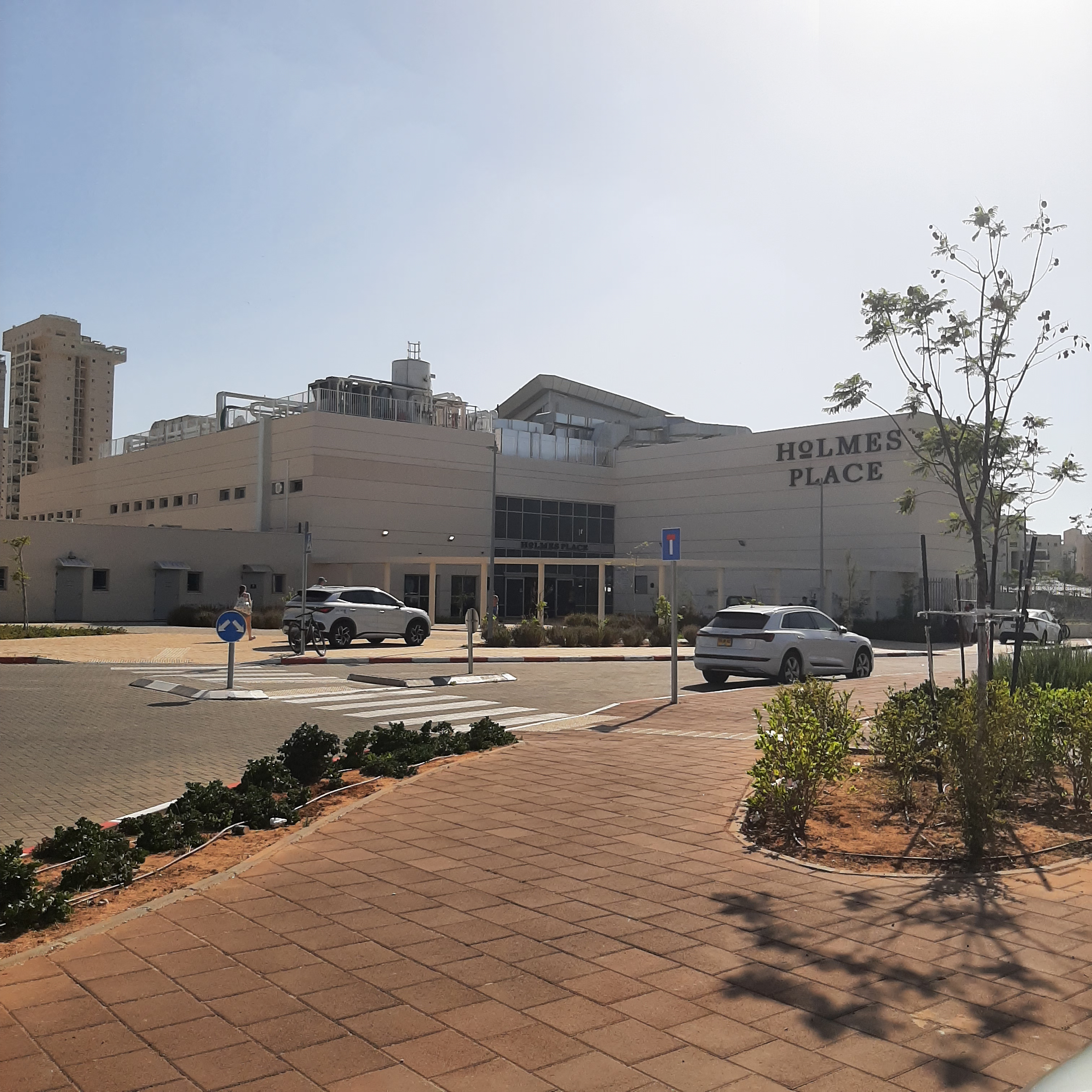
Кантри-клуб. Holmes Place Family
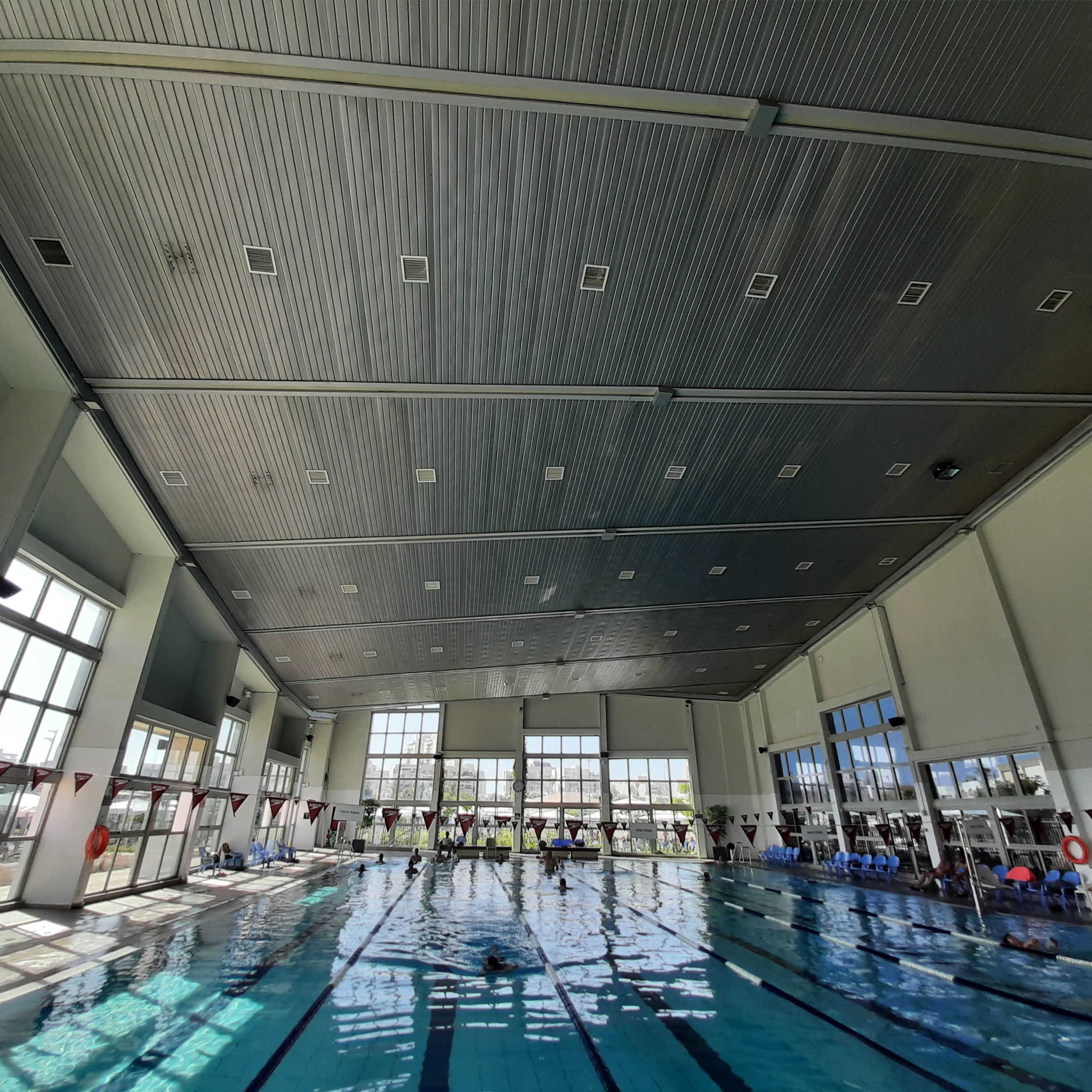
Кантри-клуб. Holmes Place Family Крытый бассейн

### Видеоинтервью
| Видео                                            | Видео |
| ------------------------------------------------ | ----- |
| Эли Нахт- Самое откровенное интервью! 31.12.2024 |       |

### Книги Эли Нахта
Эли Нахт написал несколько книг.

Книга «Ломая стереотипы»

- 31 октября 2016 года на Московской международной конференции по противодействию антисемитизму — «Защитим будущее», прошла презентация книги адвоката Эли Нахта — «Ломая стереотипы»[25][26].

В книге раскрывается опыт народной дипломатии и работы структур гражданского общества в преодолении религиозной отчужденности и примирения народов.
- 8 августа 2023 года состоялась презентация его книги «ХазонНахт» (ивр. חזונכט‎[27][28]

Первая глава автобиографическая, в которой Эли Нахт рассказывает о себе и о причинах пойти в политику. В продолжении рассказывается о возможном будущем Ашдода.

## Семья
Эли Нахт женат. Жена — адвокат Инна Нахт и имеет четверых детей: Йонатан, Рон, Тали и Нога.